# 新明路 (中壢區)
24°57′33″N 121°12′54″E / 24.9591514°N 121.2149691°E
新明路，為臺灣桃園市中壢區的重要市區內環道路。起於民族路，銜接廣明路；止於民權路和義民路二段，銜接元化路二段。

## 沿經行政區域
- 桃園市
  - 中壢區

## 車道配置
- 全線:雙向各一車道

## 沿線設施
(由南至東)
- 渣打銀行新明分行(民族路56號)[4]
- 臺灣銀行新明分行(7號)[5]
- 中壢觀光夜市[6]
- 桃園市中壢區新明國民小學(中央西路2段97號)[7]
- 桃園市立網球場(民權路311號)[8]
- 光明公園[9]